# Municipio de Long Creek (Dakota del Norte)
El municipio de Long Creek (en inglés: Long Creek Township) es un municipio ubicado en el condado de Divide en el estado estadounidense de Dakota del Norte. En el año 2010 tenía una población de 37 habitantes y una densidad poblacional de 0,33 personas por km².

## Geografía
El municipio de Long Creek se encuentra ubicado en las coordenadas 48°56′39″N 103°7′34″O / 48.94417, -103.12611. Según la Oficina del Censo de los Estados Unidos, el municipio tiene una superficie total de 112.65 km², de la cual 110,31 km² corresponden a tierra firme y (2,08 %) 2,34 km² es agua.

## Demografía
Según el censo de 2010, había 37 personas residiendo en el municipio de Long Creek. La densidad de población era de 0,33 hab./km². De los 37 habitantes, el municipio de Long Creek estaba compuesto por el 97,3 % blancos y el 2,7 % eran de una mezcla de razas. Del total de la población el 0 % eran hispanos o latinos de cualquier raza.